# 大阪市立長吉六反中学校
大阪市立長吉六反中学校（おおさかしりつ ながよしろくたん ちゅうがっこう）は、大阪府大阪市平野区にある公立中学校。平野区の南東部を校区とし、学校は八尾市との境界付近に立地している。
地域の生徒数増加に伴い、1973年に大阪市立長吉中学校から分離開校した。多文化共生教育に力を入れている。

## 沿革
- 1973年 - 開校。

## 通学区域
- 大阪市立長吉東小学校の通学区域。

## 交通
- JR 関西本線（大和路線）・おおさか東線 久宝寺駅 南へ約1.6km
- 地下鉄谷町線 長原駅 北東へ約1.4km
- 大阪シティバス・近鉄バス 六反東公園バス停 北東へ約300m。
- 大阪シティバス 長吉六反バス停 東へ約400m。